# All I Ever Need Is You (альбом)
All I Ever Need Is You (с англ. — «Всё, что мне нужно, это ты») — четвёртый студийный альбом американского поп-дуэта Сонни и Шер, выпущенный в 1971 году.

## Об альбоме
All I Ever Need Is You поднялся до 14-го места в американском чарте Billboard 200. Сингл с заглавной композицией альбома достиг 7-го места в чарте Billboard Hot 100 и 1-го места в чарте Pop-Standard Singles. Второй альбомный сингл «A Cowboy’s Work Is Never Done» занял в тех же чартах 8-е и 4-е места.
Композиция «Crystal Clear/Muddy Waters», выпущенная на стороне «Б» сингла «When You Say Love», была включена в сборник Сонни и Шер Greatest Hits (1974).
Бо́льшую часть альбома составляют кавер-версии известных песен других исполнителей, в том числе «More Today Than Yesterday» американской джаз-рок-группы The Spiral Starecase и «United We Stand» британского композитора Тони Хиллера. Единственная песня, исполняемая Боно соло, — «You Better Sit Down Kids» — ранее входила в первую десятку хитов США в сольном исполнении Шер.

## Список композиций
| №                   | Название                            | Автор(ы)                    | Длительность |
| ------------------- | ----------------------------------- | --------------------------- | ------------ |
| 1.                  | «All I Ever Need Is You»            | Джимми Холидей — Эдди Ривз  | 2:38         |
| 2.                  | «Here Comes That Rainy Day Feeling» | Кук — Гринуэй — Маколей     | 2:33         |
| 3.                  | «More Today Than Yesterday»         | П. Аптон                    | 2:30         |
| 4.                  | «Crystal Clear/Muddy Waters»        | Линда Лори                  | 2:39         |
| 5.                  | «United We Stand»                   | Tony Hiller — Питер Симмонс | 2:35         |
| Общая длительность: | Общая длительность:                 | Общая длительность:         | 12:55        |

| №                   | Название                                                   | Автор(ы)            | Длительность |
| ------------------- | ---------------------------------------------------------- | ------------------- | ------------ |
| 6.                  | «A Cowboy’s Work Is Never Done»                            | Сонни Боно          | 3:14         |
| 7.                  | «I Love What You Did with the Love I Gave You»             | Лори — Такер        | 2:20         |
| 8.                  | «You Better Sit Down Kids»                                 | Сонни Боно          | 3:16         |
| 9.                  | «We’ll Watch the Sun Coming Up (Shining Down on Our Love)» | Робертс — Уэлч      | 2:29         |
| 10.                 | «Somebody»                                                 | Сонни Боно          | 3:07         |
| Общая длительность: | Общая длительность:                                        | Общая длительность: | 14:26        |

## Чарты
| Чарт (1971)   | Высшая позиция |
| ------------- | -------------- |
| Billboard 200 | 14             |

## Участники записи
- Шер — вокал
- Сонни Боно — вокал
- Эл Кэппс — аранжировка

Продюсеры
- Снафф Гарретт[англ.]
- Денис Прегнолато